# کلرید پلوتونیوم (III)
کلرید پلوتونیوم(III) (به انگلیسی: Plutonium(III) chloride) با فرمول شیمیایی پلوتونیمCl۳ یک ترکیب شیمیایی است. که جرم مولی آن 350.322 g/mol می‌باشد. شکل ظاهری این ترکیب، جامد سبز است.